# Marcilloles
Marcilloles is een gemeente in het Franse departement Isère (regio Auvergne-Rhône-Alpes) en telt 826 inwoners (2004). De plaats maakt deel uit van het arrondissement Grenoble.

## Geografie
De oppervlakte van Marcilloles bedraagt 9,5 km², de bevolkingsdichtheid is 86,9 inwoners per km².
De onderstaande kaart toont de ligging van Marcilloles met de belangrijkste infrastructuur en aangrenzende gemeenten.

## Demografie
Onderstaande figuur toont het verloop van het inwonertal (bron: INSEE-tellingen).